# Vuelo 241 de Aerosvit
El vuelo 241 de Aerosvit (VV241/AEW241) fue un vuelo internacional regular de pasajeros desde el aeropuerto internacional Boryspil de Kiev en Ucrania al aeropuerto internacional de Salónica en Salónica, Grecia con escala en Odesa. El 17 de diciembre de 1997, el Yakovlev Yak-42 que operaba el vuelo y registrado como UR-42334 voló contra una ladera durante una aproximación frustrada en Salónica en Grecia. Las setenta personas a bordo fallecieron.
La investigación llevada a cabo por la Oficina de Seguridad en el Aviación y Investigación de Accidentes Aéreos (AAIASB) de Grecia concluyó que el accidente fue debido a un error del piloto, cuando la tripulación perdió su capacidad de concentración tras efectuar una aproximación incorrecta a Salónica. La investigación mostró que la tripulación no efectuó ninguna llamada de emergencia pese a los avisos recurrentes del avión, destacando la falta de disciplina y organización en la cabina de vuelo.

## Aeronave

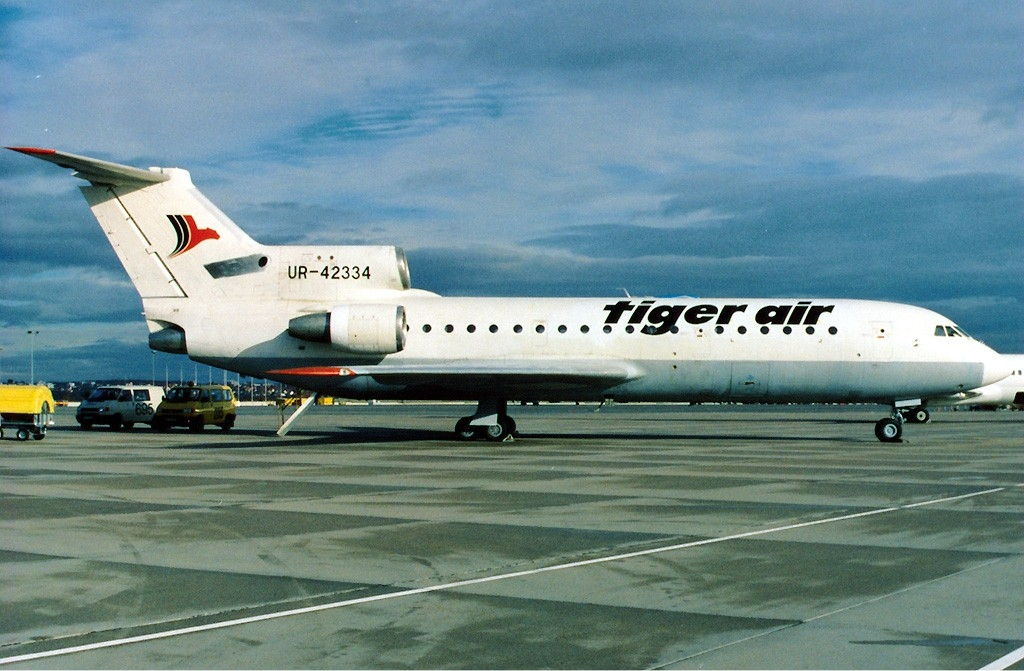
El avión involucrado en el accidente en 1997.

El vuelo fue operado por un Yakovlev Yak-42, con registro UR-42334. El avión voló por primera vez en 1986 y fue entregado a Aeroflot en junio de 1986 como CCCP-42334. La aeronave fue entregada más tarde a Air Ukraine con el registro UR-42334. En noviembre de 1997 regresó de un periodo de alquiler de siete meses a Tiger Air, una compañía chárter con sede en la antigua Yugoslavia. El vuelo accidentado fue operado mediante un acuerdo de alquiler con tripulación con Aerosvit. El avión había acumulado un total de 12.008 horas de vuelo y 6.836 rotaciones.

## Pasajeros y tripulantes
| Nacionalidad | Pasajeros | Tripulantes | Total |
| ------------ | --------- | ----------- | ----- |
| Grecia       | 34        | 0           | 34    |
| Rusia        | 0         | 3           | 3     |
| Ucrania      | 25        | 5           | 30    |
| Polonia      | 2         | 0           | 2     |
| Alemania     | 1         | 0           | 1     |
| Total        | 62        | 8           | 70    |

El vuelo 241 transportaba a 62 pasajeros y 8 miembros de la tripulación. De entre los pasajeros, 34 tenían nacionalidad griega y 25 ucraniana. Otros procedían de Polonia o Alemania. El piloto instructor, el capitán y el copiloto procedían de Rusia, mientras que el ingeniero de vuelo y el resto de la tripulación fueron de nacionalidad ucraniana. 23 pasajeros se trataban de trabajadores de la Compañía de Construcción Estatal de Salónica. La aeronave transportaba a seis niños, dieciséis mujeres y cuarenta hombres. La mayoría de pasajeros lo hacían con motivo de sus vacaciones de Navidad.
El piloto instructor tenía un total de 16.210 horas registradas. Según la agencia de investigación griega, tenía 5.350 horas de vuelos en el Yakovlev Yak-42. El capitán del vuelo contaba con 9.850 horas de tiempo en vuelo de las cuales 2.300 fueron realizadas a bordo de un Yak-42. El copiloto había acumulado 6.700 horas de vuelo, siendo 3.000 de estas realizadas con un Yak-42. El piloto a los mandos fue identificado como Aleksii Vcherashnyi por Leonid Pogrebnyak, el director de Aerosvit.

## Vuelo
El vuelo 241 de Aerosvit fue inicialmente programado para ser operado por un Boeing 737. El primer sector del vuelo desde Kiev a Odesa fue operado por el Boeing 737 pero debido a problemas de motor el avión fue reemplazado por un Yakovlev Yak-42. El vuelo continuó hacia Salónica, Grecia, a través del espacio aéreo ucraniano y búlgaro. Según el equipo de investigación griego, esta fue la primera vez que la tripulación volaba a Salónica, y estaba nevando.

## Accidente
El vuelo 241 contactó con la torre de Salónica mientras la torre se encontraba a mitad de comunicación con un vuelo de Olympic Airways que solicitaba descenso. La tripulación del vuelo 241, sin embargo, malinterpretó esto y pensó que el descenso fue dirigido a ellos. La torre de control de Salónica clarificó entonces que la orden fue dirigida al Olympic Airways. El vuelo 241 fue más tarde autorizado a reducir su altitud a FL100 (10.000 pies).
Tras esta autorización a FL100, el vuelo 241 fue dirigido al punto de aproximación LAMBI. Todo fue normal en cabina hasta que el vuelo 241 llegó al punto LAMBI. Los minutos siguientes, la confusión se adueñó de la cabina de vuelo y la tripulación comenzó a cometer fallos. El vuelo no siguió el «arco» de llegada de LAMBI como había indicado el Control de Tráfico Aéreo. En su lugar siguieron otra ruta hacia THS/NDB. El sistema de alerta de proximidad al terreno sonó entonces dos veces. Sin embargo, la tripulación no reaccionó e ignoró las advertencias.
El vuelo 241 entonces fracasó en la interceptación del curso del localizador en dos ocasiones. La tripulación no se percató de que habían superado el aeropuerto. Al no seguir el procedimiento publicado de transición y no interceptar el localizador (utilizando el »arco») y con el rápido descenso requerido, la tripulación de vuelo fue incapaz de conseguir una aproximación estabilizada.
La torre de Salónica informó al vuelo 241 de que habían sobrepasado el aeropuerto. La confusión se adueñó de la cabina de mandos al no conocer el rumbo para efectuar la aproximación. Más tarde solicitaron un rumbo, sin embargo su solicitud no fue escuchada por el controlador e inmediatamente contactaron con la aproximación de Salónica.
La tripulación fue instruida entonces a poner rumbo norte y esperar para un segundo intento. La tripulación no siguió el procedimiento de aproximación frustrada al ILS. En lugar de volar al norte como les había indicado el controlador, el vuelo 241 puso rumbo oeste-suroeste y en consecuencia voló directamente hacia la ladera del Monte Pieria a 3.300 pies (1.006 m).

## Búsqueda y rescate
Se formó una partida de búsqueda cuando el avión desapareció, con la Fuerza Aérea de Grecia ayudando en la búsqueda de los restos. Los habitantes locales afirmaron haber visto un destello y oír el sonido de una explosión en la zona.
La búsqueda continuó hasta el 18 de diciembre, con los restos del avión pendientes de ser descubiertos. La operación de búsqueda y rescate llegó a ser detenida por las malas condiciones meteorológicas. Según el director de Aerosvit, Leonid Pogrebnyak, la zona de búsqueda estaba desplazada y los restos del vuelo 241 no habían sido localizados por los rescatadores.
El 19 de diciembre, la armada griega desplegó 5.000 efectivos para participar en la operación de búsqueda y rescate. 29 helicópteros y 500 vehículos fueron también desplegados para participar en la operación. Sin embargo, el mal tiempo siguió retrasando los esfuerzos de búsqueda y rescate. Las autoridades griegas afirmaron que la zona de búsqueda estaba concentrada cerca de Katerini, si bien se vieron obligados a paralizar la búsqueda.
El 20 de diciembre, tres días después del accidente inicial, los restos fueron localizados a una elevación de 1.100 metros. Los restos se encontraban en un desfiladero y se encontraban sepultados por la nieve, con escombros esparcidos en una amplia área. No se localizaron supervivientes en el lugar del accidente, habiendo perecido los setenta pasajeros y tripulantes a bordo del vuelo 241. A modo de coincidencia, un Lockheed C-130 Hércules operado por la Fuerza Aérea de Grecia, que participaba en la búsqueda del vuelo 241, se estrelló cerca de Atenas, Grecia, matando a sus cinco tripulantes.

## Investigación
Las informaciones iniciales sugerían que el vuelo 241 había sufrido un fallo de la brújula mientras se aproximaba al aeropuerto de Salónica. Esta denuncia fue dicha por un trabajador del control aéreo de Salónica. La denuncia sugería que la brújula se encontraba en 230 grados.
Sin embargo, según Serhii Lukianov, director adjunto del Departamento de Aviación de Ucrania, todos los aviones ucranianos que partían desde Ucrania estaban en correctas condiciones de vuelo, del mismo modo refirió que los aviones ucranianos debían cumplir estrictos requisitos de mantenimiento y certificación en respuesta a las críticas vertidas contra los aviones ucranianos, que llevaron a la prohibición a Air Ukraine de operar en el aeropuerto internacional John F Kennedy en 1998.
Un reportaje no oficial de Associated Press sugería que la tripulación del vuelo 241 pudo haberse visto confundida mientras se comunicaba con los controladores aéreos debido a su pobre nivel de inglés.
Los investigadores entonces se centraron en otros factores, como las malas condiciones meteorológicas y un posible error del piloto. Las condiciones climáticas en Salónica fueron descritas como malas en el momento del accidente. Los investigadores también tuvieron conocimiento de que esta fue la primera vez que la tripulación voló a Salónica, lo que podía representar un reto potencial para la tripulación. Según una transcripción del vuelo, la tripulación pensó que estaban sobrevolando el mar cuando de hecho estaban sobre un terreno montañoso. Además, el aeropuerto de Salónica carecía de radar, lo que podría haber ayudado con la aproximación. El general de la Fuerza Aérea de Grecia, Athanasios Tzoganis, dijo que un error del piloto pudo jugar un papel fundamental en el vuelo 241.
Los investigadores se centraron en el desempeño de la tripulación al tener conocimiento de que se trataba del primer vuelo de estos tripulantes a Salónica. Aparentemente, la tripulación nunca había sido instruida o entrenada para una aproximación al aeropuerto de Salónica. En consecuencia, la tripulación no estaba familiarizada con el medio.
El avión no siguió el «arco», como habían sido instruidos por el controlador aéreo, procediendo en su lugar directamente a THS/NDB. Existen evidencias que indican que el vuelo 241 nunca llegó a establecerse en el localizador ni llegó a sobrevolar la baliza externa. La tripulación tampoco aportó un informe de posición como les había indicado el controlador aéreo. Tras superar el aeropuerto de Salónica, la tripulación recibió orden de virar a la derecha y poner rumbo norte. El piloto instructor y el copiloto informaron al piloto de las instrucciones, con el piloto instructor diciendo «directo al VOR, vete al VOR». Sin embargo, pese a las instrucciones del controlador aéreo y de sus compañeros de tripulación, el piloto a los mandos en su lugar dirigió el vuelo 241 en un rumbo oeste, sosteniendo «Vayamos (virando) a la izquierda entonces».
El controlador aéreo se mostró confuso por la desviación de ruta del vuelo 241 y preguntó a la tripulación de vuelo »AEW-241 ¿se dirigen al norte 0º/TSL, confirma?». La tripulación respondió con «Si Norte, TSL». Desde que el controlador aéreo se percató de que no seguían el rumbo correcto continuó solicitando la posición del avión y rumbo, pero no informó directamente a la tripulación de que se encontraban en el rumbo incorrecto. La tripulación se reafirmó en que seguían el patrón correcto, pese a que ignoraban su rumbo y continuaron volando en el sentido incorrecto durante más de diez minutos. La tripulación no llegó a informar al control de tráfico aéreo en ningún momento de que estaban experimentando dificultades con el rumbo.
El capitán entonces solicitó a sus compañeros de tripulación que requiriesen al controlador vectorización radar. El piloto instructor, así como el copiloto, estaban concentrados en el funcionamiento de los localizadores ADF, y en la frecuencia ADF seleccionada, en lugar de solicitar vectores de radar al control aéreo. Cuando se lo solicitaron a aproximación de Salónica, la dependencia les respondió que no estaba disponible la vectorización radar, y posteriormente inquirió al vuelo 241 a «Cumplir con la aproximación VOR-DME-ILS de la pista 16» a lo que el vuelo 241 respondió de forma afirmativa, así como a «Reportar en el LLZ».
Los investigadores dijeron que la solicitud del vuelo 241 para la vectorización radar en el aeropuerto de Salónica era bastante confusa, ya que el aeropuerto de Salónica no tenía ninguna carta de «Área de vectorización de radar». La AIP indica, no obstante, que hay un servicio de radar militar disponible en caso de emergencia y previa solicitud, pero no hace mención a ningún radar en el propio aeropuerto de Salónica.
La comunicación entre la tripulación y el control de tráfico aéreo fue realizada en inglés, considerado como lenguaje universal en las comunicaciones ya que las lenguas nativas de los controladores de tráfico aéreo y la tripulación de vuelo fueron el griego y el ruso respectivamente. Las comunicaciones no parecían fuera de la normalidad durante la primera fase de la aproximación, pero según continuó el vuelo, ambas partes demostraron que si bien poseían capacitación suficiente de inglés, carecían de la suficiente fluidez en inglés para tener una conversación en terminología aeronáutica. Esto limitó su capacidad para transmitir y asimilar la situación tan crítica que se estaba desarrollando rápidamente.
La confusión persistió en la cabina de mando, con el piloto instructor distrayendo a los demás miembros de la tripulación con una discusión relativa a los problemas en la navegación, operando el equipamiento de navegación determinando que el rumbo estaba correcto. Cada miembro de la tripulación intentaba en solitario solucionar el problema al haber perdido la consciencia situacional y del terreno. Los pilotos compartían sus pensamientos pero pese a diferir los unos de los otros estos seguían siendo incorrectos.
Durante la confusión, la alarma de proximidad al terreno sonó tres veces. La tripulación ignoró estas advertencias. Entonces sonó la cuarta alerta, y en este momento el capitán se percató de que volaban muy cerca del terreno. El capitán intentó evitar el inminente desastre comenzando a elevar la nariz, pero ya fue demasiado tarde.